# Шахнович, Василий Васильевич
Васи́лий Васи́льевич Шахно́вич (бел. Васіль Васілевіч Шахновіч; 12 января 1922, Слуцкий район — 13 августа 1983, Москва) — генерал-лейтенант Советской Армии, военный советник в странах Африки.

## Биография
Родился в деревне Серяги Слуцкого района Минской области (ныне — Белоруссия) в крестьянской семье. В 1939 году поступил в Минское военное пехотное училище имени М. И. Калинина, по окончании которого в июне 1941 года в звании лейтенанта прибыл в воинскую часть Ленинградского военного округа.
Во время ВОВ участвовал в обороне Ленинграда и освобождении Прибалтики. Прошёл путь от командира взвода до командира батальона, имел пять ранений.
 После войны окончил Военную академию имени М. В. Фрунзе и Военную академию Генерального штаба СССР им. К. Е. Ворошилова.
С августа 1961 по ноябрь 1964 года командовал 75-й мотострелковой дивизией 4-й армии Закавказского военного округа (управление дивизии — г. Нахичевань), генерал-майор (22.02.1963).
Был представителем Советской Армии в странах Африки. В мае 1969 года был направлен в Республику Сомали главным военным советником и по совместительству — советником командующего Сомалийской национальной армией Сиада Барре. За помощь в создании Национальной армии этой страны получил звание Национального героя Сомали.
 В августе 1971 года был отозван на родину.
С ноября 1971 года по август 1975 года командовал 7-й гвардейской армией, находившейся в Армении.
С 1975 года преподавал на Высших офицерских курсах «Выстрел» в г. Солнечногорске Московской области, являясь одновременно заместителем начальника этих курсов.
С 1977 по 1980 год — Главный военный советник вооружённых сил в Народной Республике Ангола. Из воспоминаний военного переводчика, полковника в отставке С. А. Коломнина:
Генерал Шахнович запомнился мне, тогда молодому лейтенанту, своим спокойствием и рассудительностью. На ежедневных утренних совещаниях в советской военной миссии в Луанде он никогда не суетился, ни на кого не повышал голоса. Вместе с тем решения принимал быстро, приказы и указания советникам отдавал негромко, но властным, не терпящим возражений тоном – все они быстро и чётко выполнялись.
 А вот с подсоветной ангольской стороной генерал Шахнович вел себя совершенно по-другому, очень дипломатично.
 Василий Васильевич в наибольшей степени соответствовал непростой, требовавшей не только высоких командных и профессиональных качеств, но и выдающихся дипломатических способностей и знаний местных реалий должности Главного военного советника.
В 1980 году по возвращении в СССР продолжил службу заместителем начальника общевойсковых курсов «Выстрел» имени Б. М. Шапошникова.
Скончался после продолжительной болезни в Главном военном госпитале имени Н. Н. Бурденко 13 августа 1983 года. Похоронен в Солнечногорске.

## Награды
- орден Красного Знамени (19 октября 1942) — За образцовое выполнение боевых заданий Командования на фронте борьбы с немецкими захватчиками и проявленные при этом доблесть и мужество[6];
- медаль «За оборону Ленинграда» (22 декабря 1942)[7];
- орден Отечественной войны II степени (16.02.1945) — За образцовое выполнение боевых заданий Командования на фронте борьбы с немецкими захватчиками и проявленные при этом доблесть и мужество[8];
- медаль «За победу над Германией в Великой Отечественной войне 1941—1945 гг.» (9 мая 1945)[9];
- медаль «За боевые заслуги» (15 ноября 1950)[10];
- орден Красной Звезды (5 ноября 1954)[11];
- орден Красного Знамени (31 октября 1967)[12];
- орден Красного Знамени (21 февраля 1974)[13];
- Герой Сомалийской Республики (Сомалийская Демократическая Республика)[1].